# Harrisville (Rhode Island)
Harrisville és una concentració de població designada pel cens dels Estats Units a l'estat de Rhode Island. Segons el cens del 2000 tenia 1.561 habitants.

## Demografia
Segons el cens del 2000, Harrisville tenia 1.561 habitants, 655 habitatges, i 417 famílies. La densitat de població era de 744,1 habitants per km².
Dels 655 habitatges en un 33% hi vivien nens de menys de 18 anys, en un 47,3% hi vivien parelles casades, en un 12,4% dones solteres, i en un 36,3% no eren unitats familiars. En el 32,2% dels habitatges hi vivien persones soles el 17,3% de les quals corresponia a persones de 65 anys o més que vivien soles. El nombre mitjà de persones vivint en cada habitatge era de 2,38 i el nombre mitjà de persones que vivien en cada família era de 3,04.
Per edats la població es repartia de la següent manera: un 25,4% tenia menys de 18 anys, un 8,1% entre 18 i 24, un 31,5% entre 25 i 44, un 20,5% de 45 a 60 i un 14,5% 65 anys o més.
L'edat mediana era de 37 anys. Per cada 100 dones de 18 o més anys hi havia 79,6 homes.
La renda mediana per habitatge era de 40.430 $ i la renda mediana per família de 51.141 $. Els homes tenien una renda mediana de 41.731 $ mentre que les dones 26.420 $. La renda per capita de la població era de 21.969 $. Aproximadament el 9,7% de les famílies i el 13,9% de la població estaven per davall del llindar de pobresa.